# Naoya Kikuchi
Naoya Kikuchi (n. Shimizu-ku, Japón; 24 de noviembre de 1984) es un futbolista japonés que se desempeña como defensor en el Avispa Fukuoka de la J. League Division 2.

## Trayectoria
Kikuchi jugó por el Shimizu S-Pulse y Comercial Shimizu High School, el cual cuenta con una sólida tradición fútbol con jugadores como Shinji Ono entre sus alumnos. Después de graduarse del colegio, se unió a Júbilo Iwata y un breve paso por Albirex Niigata. En 2002, fue invitado a hacer una prueba en el Arsenal F. C. y más tarde pasó a tener otro ensayo con un equipo neerlandés, el Feyenoord.
El 13 de junio de 2007, Kikuchi fue detenido de la ciudad de Hamamatsu por secuestro de un estudiante de escuela secundaria de 15 años de edad. Fue suspendido el procesamiento y liberados algunos días más tarde. El 29 de junio de 2007 que fue despedido por el club tras el escándalo. La Asociación Japonesa de Fútbol impuso un año de suspensión de él. Después de realizar servicio voluntario a la comunidad desde hace algunos meses, se trasladó a Alemania y fichó por el FC Carl Zeiss Jena.
En la actualidad juega para el Avispa Fukuoka de la J. League Division 2.

## Selección nacional
Fue parte del equipo de fútbol olímpico 2004 de Japón que salió del torneo en la primera ronda, después de haber terminado último en el grupo B detrás de los equipos de Paraguay, Italia y Ghana.

## Clubes
| Club                                | País     | Año         |
| ----------------------------------- | -------- | ----------- |
| Júbilo Iwata                        | Japón    | 2003 - 2007 |
| Albirex Niigata (cedido)            | Japón    | 2005        |
| Carl Zeiss Jena                     | Alemania | 2008 - 2009 |
| Oita Trinita                        | Japón    | 2009 - 2010 |
| Albirex Niigata                     | Japón    | 2011 - 2013 |
| Sagan Tosu (cedido)                 | Japón    | 2013        |
| Sagan Tosu                          | Japón    | 2014 - 2017 |
| Hokkaido Consadole Sapporo (cedido) | Japón    | 2016 - 2017 |
| Hokkaido Consadole Sapporo          | Japón    | 2018        |
| Avispa Fukuoka                      | Japón    | 2019 -      |